# NGC 1209
NGC 1209 (również PGC 11638) – galaktyka eliptyczna (E6), znajdująca się w gwiazdozbiorze Erydanu. Odkrył ją William Herschel 30 grudnia 1785 roku.